# Pedro Martínez Baselga
Pedro Martínez Baselga (Zaragoza, 18 de enero de 1862-Zaragoza, 25 de enero de 1925) fue un veterinario, publicista y escritor español, catedrático en las Escuelas de Veterinaria de León y Zaragoza.
Sobrino de Joaquín Costa, fue autor de obras como Sociología y pedagogía (1909), Museo infantil. Juguetería y psicología (1910); Sociología y beneficencia; El matrimonio en la clase media (1909); Urbanidad y educación del comerciante moderno (1909), Las penas del hombre. Patología social española (1903); Arquitectura del cerebro con arreglo al plan medular (1907); La educación popular, Cartilla caligráfica para aprender a escribir en seis días, Patología especial veterinaria (1906), y Quién fue Costa, una biografía de su tío; entre otras.